# Cotyledon tomentosa
Cotyledon tomentosa
Espèce
Synonymes
- Cotyledon tomentosa subsp. tomentosa[1]

Cotyledon tomentosa est une espèce du genre Cotyledon. Originaire d'Afrique, cette espèce est dotée de grandes feuilles vertes et duveteuses, trapues et ovales, dentelées aux extrémités qui donnent l'impression de pattes d'ours. Au printemps, elle forme de grandes fleurs orange en forme de cloche. En Afrique, cette espèce se développe généralement dans des zones avec un excellent drainage assuré par un sol très poreux. Elle se développe avec une lumière vive et un flux d'air suffisant.

## Liste des sous-espèces
Selon BioLib (1 juin 2019), Catalogue of Life (1 juin 2019) et NCBI (1 juin 2019) :
- sous-espèce Cotyledon tomentosa subsp. ladismithiensis (Poelln.) Toelken
- sous-espèce Cotyledon tomentosa subsp. tomentosa

Selon The Plant List (1 juin 2019) :
- sous-espèce Cotyledon tomentosa subsp. ladismithiensis (Poelln.) Toelken

Selon Tropicos (1 juin 2019) (Attention liste brute contenant possiblement des synonymes) :
- sous-espèce Cotyledon tomentosa subsp. ladismithiensis (Poelln.) Toelken
- sous-espèce Cotyledon tomentosa subsp. ladysmithiensis Toelken
- sous-espèce Cotyledon tomentosa subsp. tomentosa Harv.

## Galerie

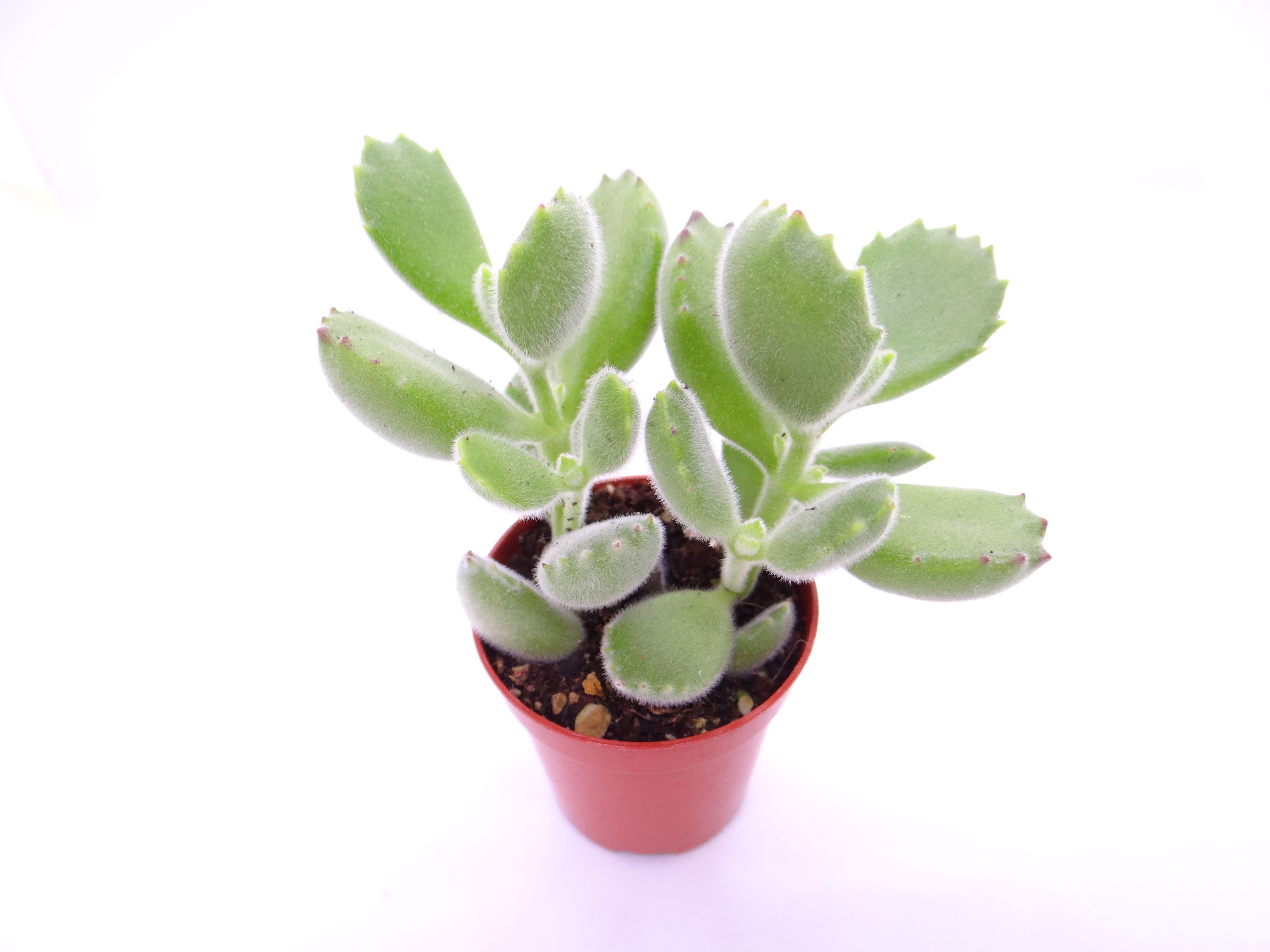
Un plant de Cotyledon tomentosa dans un pot.
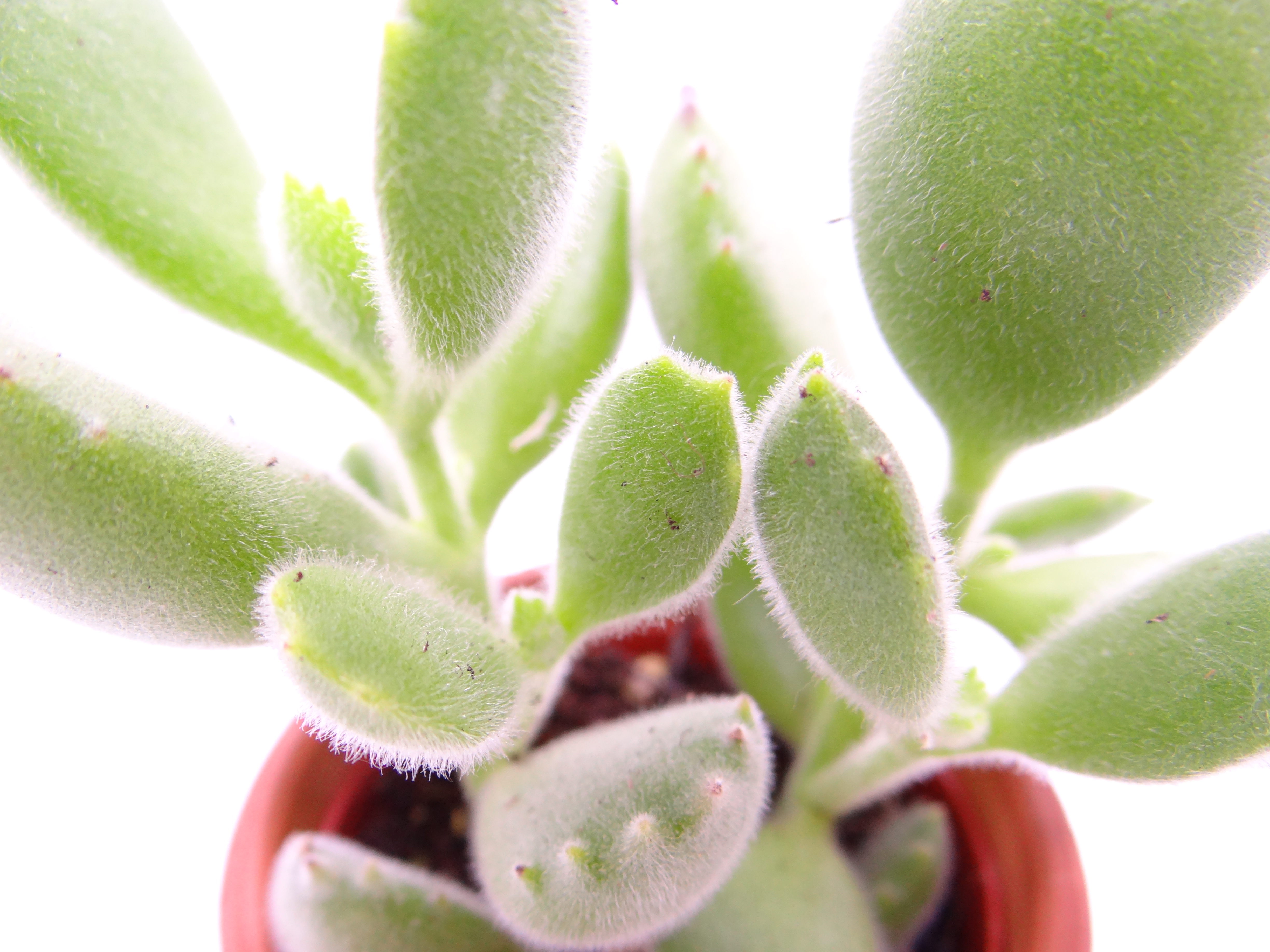
Détail de feuilles de Cotyledon tomentosa, avec les petits « poils » qui lui donnent un aspect duveteux.
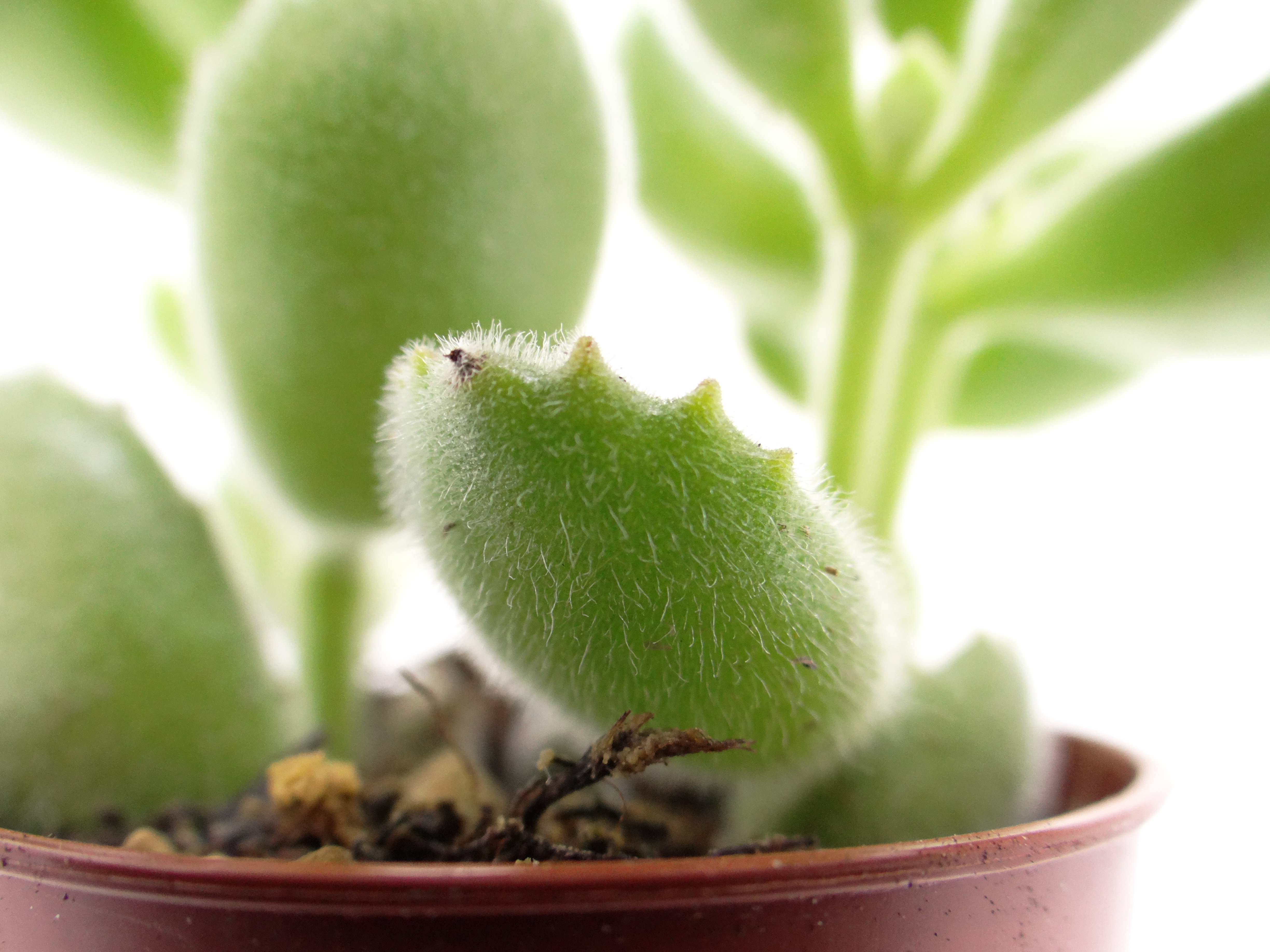
Détail du duvet qui recouvre les feuilles de Cotyledon tomentosa.
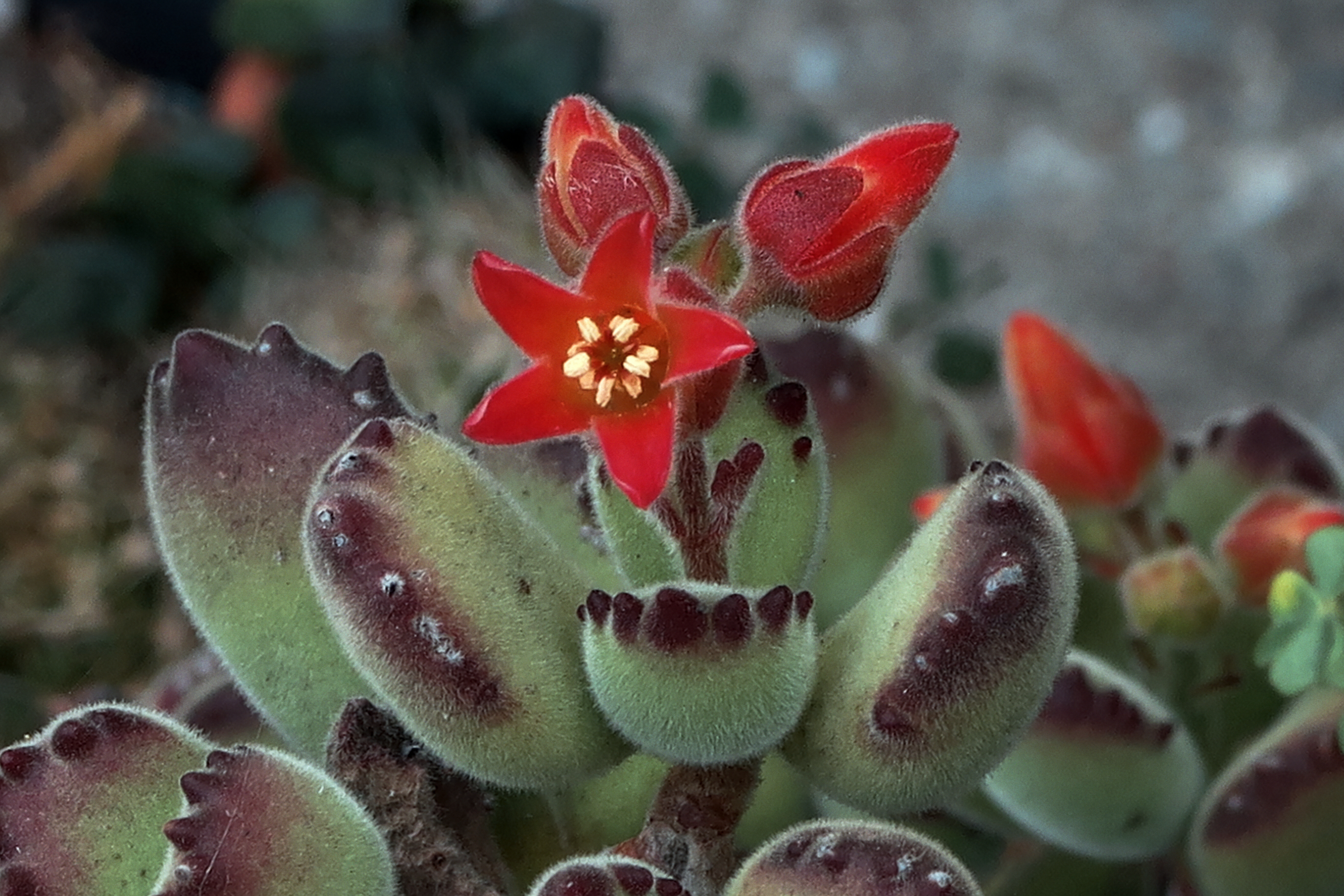
Fleur de Cotyledon tomentosa.